# 長尾高明 (国文学者)
長尾 高明（ながお たかあき、1936年8月6日 - 2008年2月26日）は、日本の国文学者・国語教育学者。
東京出身。東京教育大学文学部卒業。宇都宮大学教育学部助教授、教授、2002年定年退官、名誉教授、文教大学教授。

## 著書
- 『鑑賞指導のための教材研究法 分析批評の応用』授業への挑戦 明治図書出版 1990
- 『古典指導の方法』有精堂出版 1990
- 『言語学習 その方向と実践』尚学図書 1995
- 『新古典文法 改訂版』尚学図書 1999
- 『敬語の常識』溪水社 2005
- 『庶民のうた 川柳と歌謡』紅書房 2008

### 共編著
- 『国語教材研究シリーズ 9 古文(散文)編 物語・随筆評論』安西廸夫共著 桜楓社 1979
- 『国語教材研究シリーズ 10 古文(韻文)編』安西廸夫共編著 桜楓社 1981
- 『中学校基礎・基本をおさえた国語指導』編著 東京書籍 東書TMシリーズ 1989
- 『古文の核心 基礎からムリなく力がつく』石井秀夫共著 学習研究社 核心ブックス 1989
- 『厳選国語教科書 時代を超えて伝えたい』編著 小学館 サライ・ブックス 2003

### 記念論文集
- 『新しい国語教育の基層 長尾高明先生華甲記念論集』長尾高明先生華甲記念論集刊行会 1996